# Ferdinand Flocon

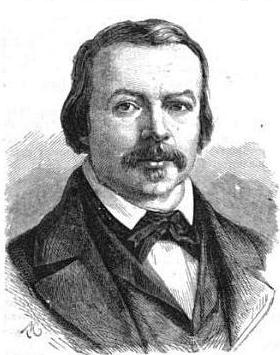
Ferdinand Flocon.

Ferdinand Flocon, född 1 november 1800 i Paris, död 15 maj 1866 i Lausanne, var en fransk politiker och publicist. 
Flocon deltog i det republikanska partiets alla strider under 1800-talets förra hälft, var medarbetare i åtskilliga tidningar och utnämndes 1848 till sekreterare i sedermera medlem av den provisoriska regeringen. Han invaldes i konstituerande församlingen, där han tillhörde "berget", var några månader jordbruksminister och genomförde som sådan en del reformer, uppträdde med skärpa mot juniupproret, men fordrade sedan allmän amnesti. Mot presidenten Napoleon riktade han skarp opposition och utgav 1849–51 en demokratisk tidning i Colmar, då han inte blivit invald i lagstiftande församlingen. Efter Napoleons statskupp blev han landsförvisad (1851) och levde sedan i fattigdom i Schweiz. 
Bland skrifter av Flocon märks Dictionnaire de morale jésuitique (1824), en bitter pamflett mot jesuiterna, samt romanen Ned Wilmore (1827).